# Pteromalus atomos
Pteromalus atomos is een vliesvleugelig insect uit de familie Pteromalidae. De wetenschappelijke naam is voor het eerst geldig gepubliceerd in 1832 door Fonscolombe.